# Acrobelione langi
Acrobelione langi là một loài chân đều trong họ Bopyridae. Loài này được Van Name miêu tả khoa học năm 1920.